# دسر

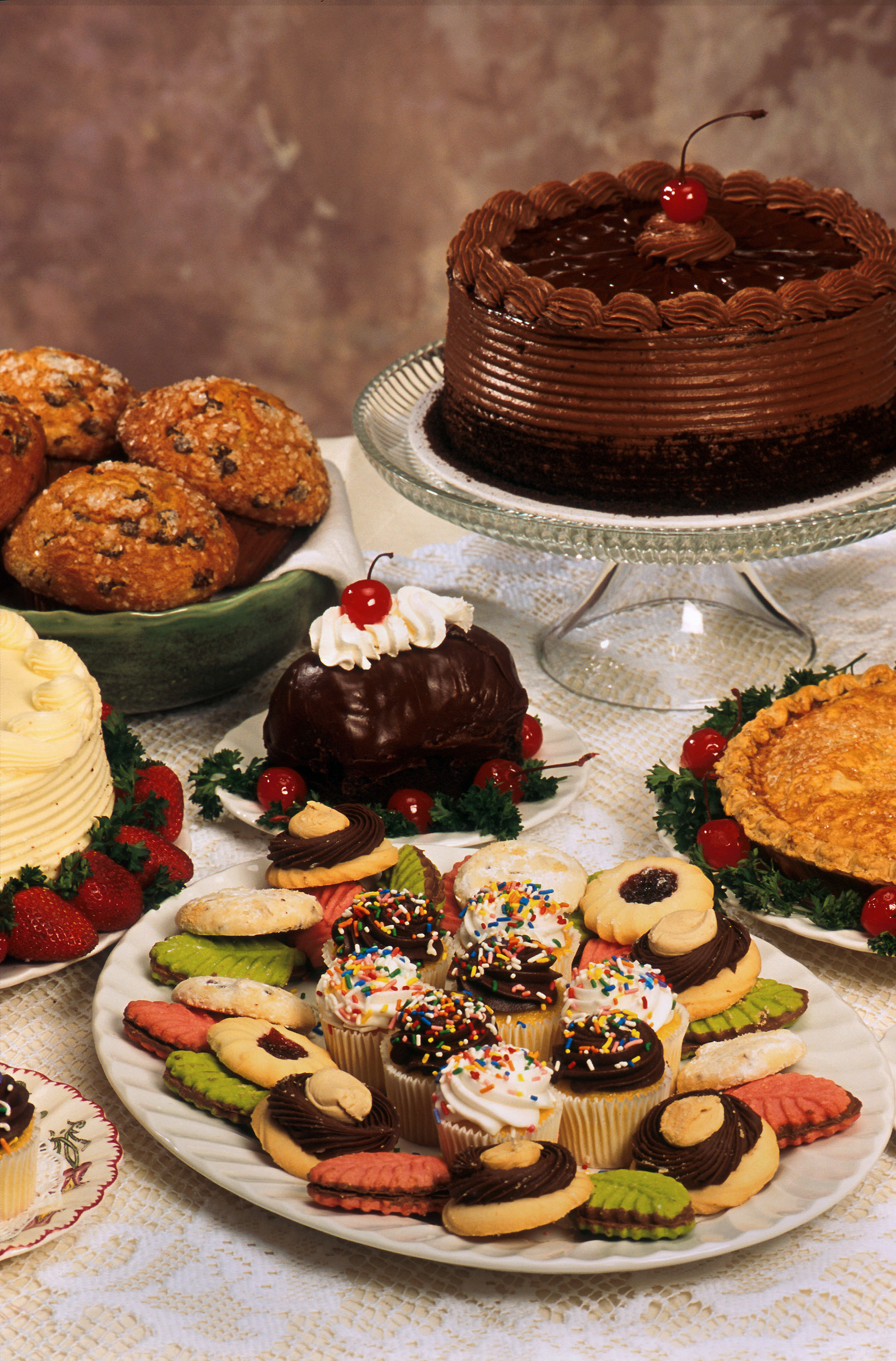
شماری دسر

دِسِر (به فرانسوی: Dessert) که در فرهنگ‌های آشپزی کشورهای سراسر جهان (گاهی به آن پی‌خوراک یا پس‌خوراک نیز می‌گویند) که به‌طور معمول در پایان یک وعدهٔ غذایی خورده می‌شود- به‌طور معمول جزو مواد غذایی شیرین می‌باشد.
واژهٔ دسر از واژه فرانسوی کهن «desservir» به معنی جمع‌کردن روی میز گرفته شده‌است.
دسرهای مشترک غربی عبارتند از:
«کیک، کلوچه، میوه، ژله، بستنی، فالوده، پودینگ، ماست، بیسکویت، شیرینی، پای‌ها و آبنبات‌ها»
گوناگونی دسرها را می‌توان در سراسر جهان یافت. از جمله روسیه که در هنگام صبحانه از دسرهای بسیار متنوعی استفاده می‌کنند.

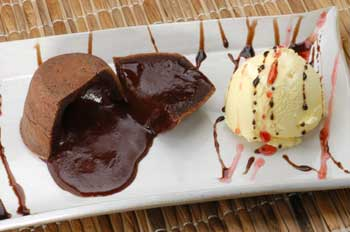
انواع دسر

در برخی کشورها برای مصرف‌کردن دسر از قاشق مخصوصی استفاده می‌کنند که اندازهٔ آن بین اندازهٔ یک قاشق چای‌خوری و یک قاشق معمولی است.
به گفتهٔ هرودوت تاریخ‌دان یونانی، ایرانیان نخستین مردمانی بودند که بعد از خوراک اصلی، خوراکی‌های شیرین می‌خوردند.

## تاریخچه
نخستین دسرها آب‌نبات‌هایی بودند که از خرمای خشک و موم کندوی زنبور عسل ساخته شده بودند.
قرون وسطی، زمانی که شکر برای اولین‌بار به صورت کلی تولید شد، مردم از طعم شیرینی‌ها لذت می‌بردند و شیرینی چیز جدیدی به حساب می‌آمد. اما چون شکر بسیار گران بود فقط افراد ثروتمند از شیرینی‌ها و دسرها بهره‌مند بودند.

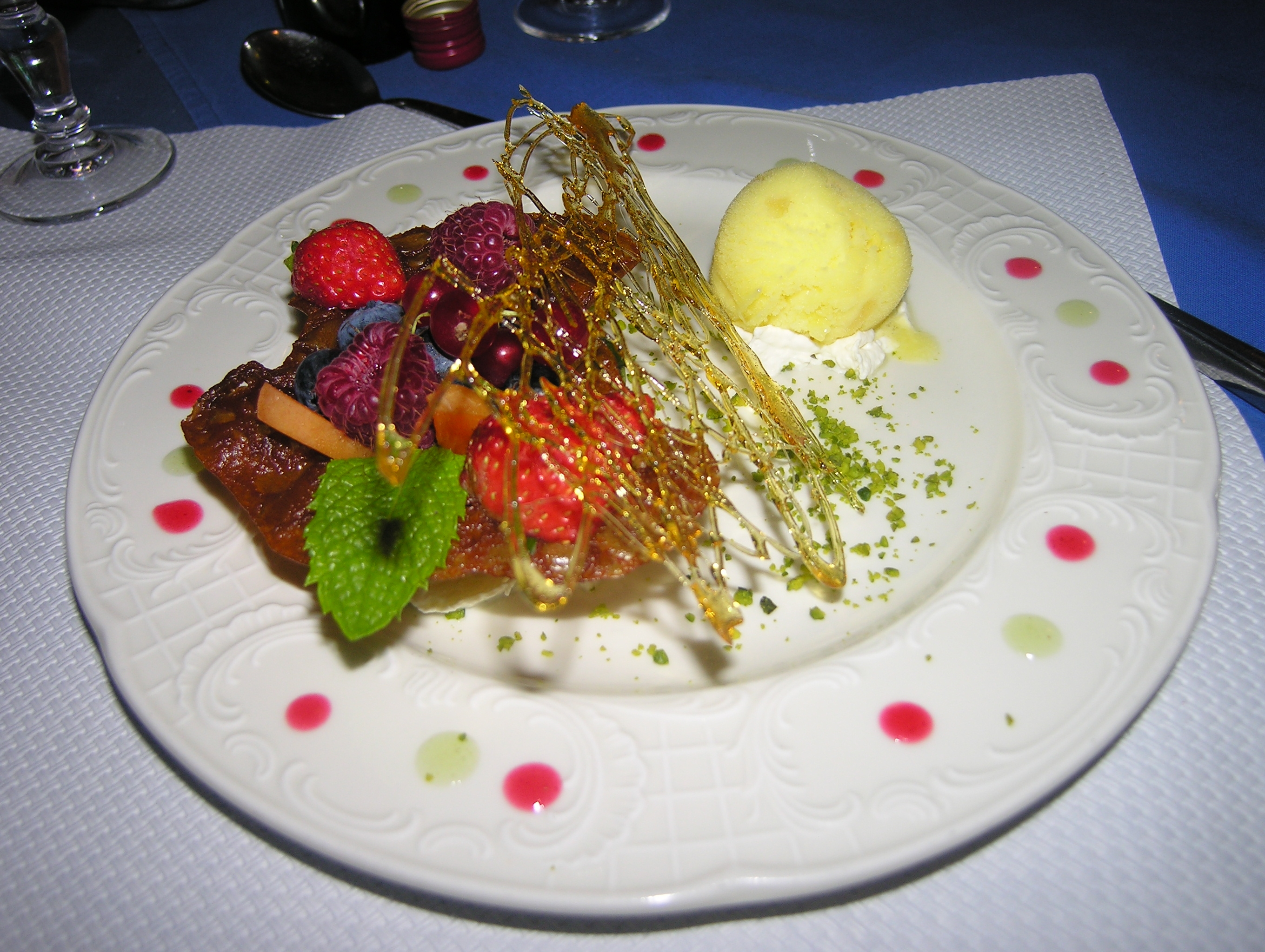
انواع دسر.

ریشهٔ اولین دسرهای محبوب، مانند بستنی‌های منجمد شده، به قرون وسطی برمی‌گردد به زمانی که خانوادهٔ سلطنتی درخواست یخ تازهٔ طعم‌دار شده با عسل، شربت یا میوه را کردند.

## ریشه‌شناسی
واژهٔ «دسر» افزون‌بر کشورهای فرانسوی‌زبان در کشورهایی مانند آمریکا، کانادا، استرالیا، نیوزلند و ایرلند استفاده می‌شود. در حالی‌که «پودینگ» بیشتر در کشورهایی مانند انگلستان و کشورهای مشترک‌المنافع با انگلستان استفاده می‌شود. کشورهایی مانند هند واژهٔ «پودینگ» بیشتر در خانواده‌های سطح بالا یا متوسط استفاده می‌شود.

## ارزش غذایی
کسانی که می‌خواهند از وزن خود بکاهند بهتر است بعضی دسرها را وارد برنامهٔ غذایی خود کنند. بعضی دسرها مانند ماست به دلیل کالری کم و انواع پروتئین بسیار مفید هستند و مصرف آن‌ها می‌تواند باعث کاهش وزن شود.